# Бірлік (Жамбильський район)
Бірлі́к (каз. Бірлік) — село у складі Жамбильського району Алматинської області Казахстану. Входить до складу Жамбильського сільського округу.
Населення — 252 особи (2021; 574 у 2009, 241 у 1999, 325 у 1989).